# Бас бад аль-маут
аль-Ба‘с ба‘д аль-маут (араб. البعث بعد الموت‎ —  воскрешение после смерти‎), в исламской эсхатологии — всеобщее воскресение в конце времён. Вера в воскресение является частью исламского представления о Конце Света (ахират) и одним из основополагающих принципов исламской веры (акида).

## Вероучение
Согласно вероучению ортодоксального ислама, воскреснут как души, так и тела. Об этом говорится в 6 и 7 аятах суры аль-Хаджж: «Это происходит, потому что Аллах является Истиной, оживляет мертвых и способен на всякую вещь, потому что Час, в котором нет сомнения, непременно наступит и потому что Аллах воскресит тех, кто в могилах». Мусульмане придают важнейшее значение этому событию.
Слово ба‘с в значении «воскресения» упоминается в 15 аятах Корана. В сунне пророка Мухаммада разъясняются подробности этого события. Согласно учению ортодоксального ислама, состояние после смерти является такой же разновидностью бытия, как и жизнь, но не является небытием.
Согласно исламскому вероучению, после смерти души умерших попадают в потусторонний мир (барзах). Души, покинувшие тела, испытывают в барзахе блаженство, либо страдания (азаб аль-кабр) и пребывают там до дня Суда (киямат). После того, как все люди и ангелы умрут, ангел Исрафил звуками трубы возвестит о воскрешении мёртвых для Страшного Суда (киямат).